# Ripping
Ripping (ripowanie) – proces kopiowania danych audio lub wideo ze źródła typu VHS, CD, DVD, Blu-ray, TV, HDTV, vinyl itp. na dysk twardy komputera.
Aby zaoszczędzić miejsce skopiowane dane są najczęściej kompresowane do formatów takich jak MP3, WMA, Vorbis dla strumienia audio lub MPEG-2, MPEG-4, X264, DivX, Xvid dla strumienia video.
Czasami termin zgrywanie jest również używany do opisania czegoś przeciwnego, częściej określanego jako mastering i remastering (np. Remastering DVD)
Zwykle źródłem danych do zgrania są dyski Blu-ray, DVD lub CD, kasety wideo, przesyłane strumieniowo sygnały audio-wideo (zarówno w formacie cyfrowym, jak i analogowym). Główną cechą takiej konwersji jest konwersja niewygodnego przechowywania i przesyłania formatu sygnału do pliku, który nie zależy od konkretnych urządzeń odtwarzających i dekodujących.
Najczęściej dane z oryginalnego formatu są konwertowane na inny (z analogowego na cyfrowy), co zapewnia wyższy stopień kompresji danych. Na przykład źródła audio (media) – płyty CD audio, winyl, transmisje radiowe – są często konwertowane na mp3, ogg, wma. Wideo + dane audio (sygnały) (DVD, TV, VHS) kompresja xvid, divx, h264, wmv). Wynik jest przechowywany jako jeden lub więcej plików kontenera (MPEG, RIFF, OGM, MKV). Na przykład kasety VHS są konwertowane na dyski DVD (na przykład DVD5 (dysk 4,7 GB) lub DVD9 (dysk 8,5 GB) dla obecnych szeroko rozpowszechnionych odtwarzaczy DVD.